# Vada socken

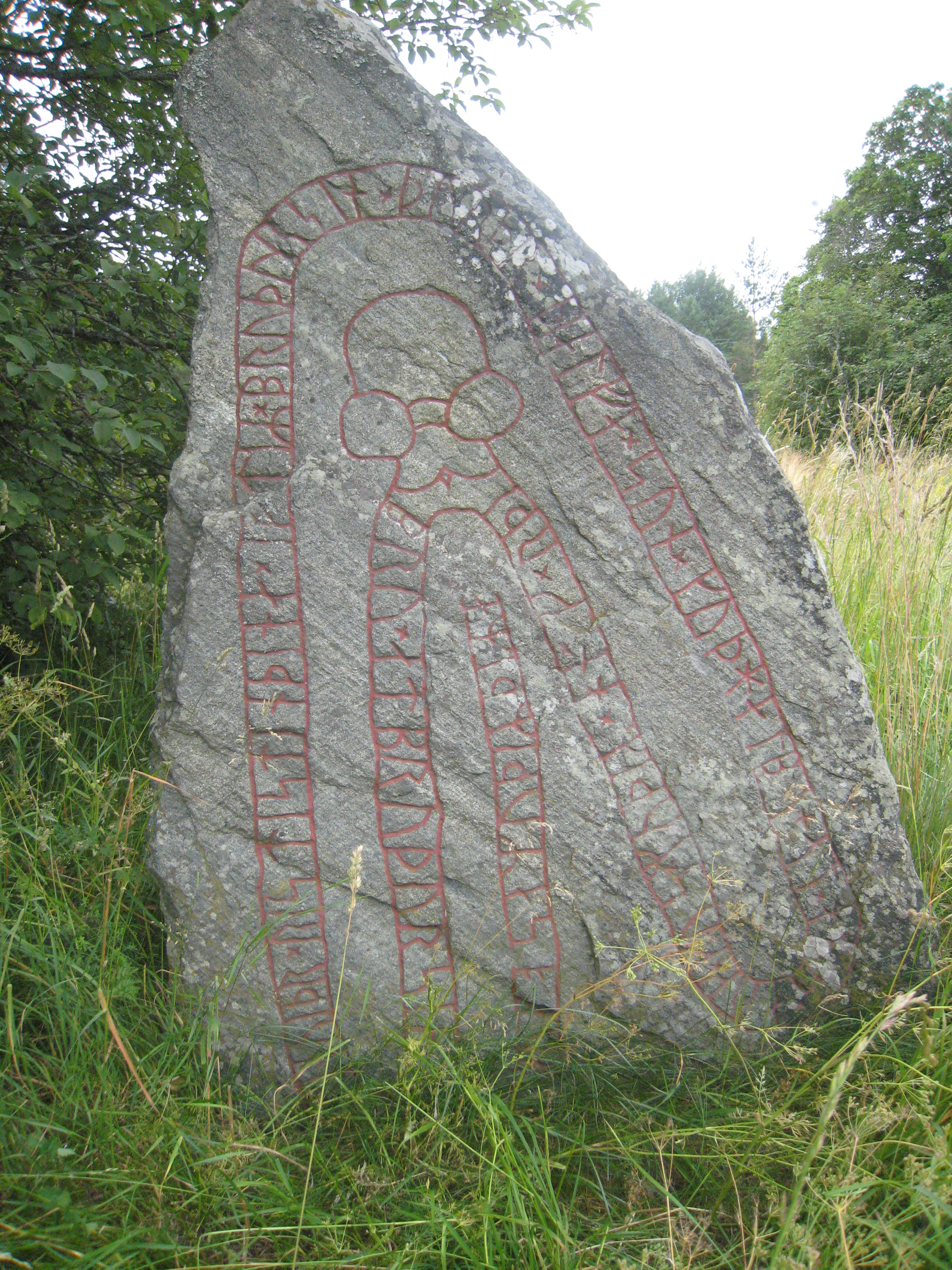
Upplands runinskrifter 200

Vada socken i Uppland ingick i Vallentuna härad, ingår sedan 1971 i Vallentuna kommun och motsvarar från 2016 Vada distrikt.
Socknens areal är 20,30 kvadratkilometer, varav 19,85 land.  År 2000 fanns här 290 invånare. Kyrkbyn Vadaby med sockenkyrkan Vada kyrka ligger i socknen.  

## Administrativ historik
Vada socken har medeltida ursprung. 
Vid kommunreformen 1862 övergick socknens ansvar för de kyrkliga frågorna till Vada församling och för de borgerliga frågorna till Vada landskommun. Landskommunen uppgick 1952 i Össeby landskommun som 1971 uppgick i Vallentuna kommun. Församlingen uppgick 2006 i Össeby församling.
1 januari 2016 inrättades distriktet Vada, med samma omfattning som församlingen hade 1999/2000.  
Socknen har tillhört län, fögderier, tingslag och domsagor enligt vad som beskrivs i artikeln Vallentuna härad. De indelta soldaterna tillhörde Livregementets dragonkår, Livskvadronen, Livkompaniet. De indelta båtsmännen tillhörde Södra Roslags 2:a båtsmanskompani.

## Geografi
Vada socken ligger nordost om Stockholm kring Närtuna-Åkersån, en del av Långhundraleden.  Socknen är en slättbygd kring ån och en kuperad skogsbygd i väster.

## Fornlämningar
Intill Husaån ligger tre storhögar, som kallas Vadakullarna. De är troligen från 400-talet och syns tydligt för de som färdas uppför ån.
Från bronsåldern finns spridda gravrösen. Från järnåldern finns 28 gravfält. Tre runstenar har påträffats,  bland dem Upplands runinskrifter 200:
Inskriften lyder i översättning till modern svenska:
"Finnved reste denna sten efter sin bror Tord, Tjälves son. Gud hjälpe hans ande och guds moder. Han gjorde bron efter sin broder, och Åsa, deras moder."

## Namnet
Namnet (1291 Vadhum) kommer från en by och innehåller plural av vad,, 'vadställe'.